# بايانو (لاعب كرة قدم مواليد 1981)
بايانو (بالبرتغالية: Erison da Silva Santos Carnietto‏) هو لاعب كرة قدم برازيلي في مركز الوسط، ولد في 19 يناير 1981 في فييرا دي سانتانا في البرازيل. لعب مع أرارات يريفان وبيهور أوراديا وجامعة كلوج وسلافيا صوفيا وسي إس باندوري تارغو جيو وكروز آزول ونادي ترغكانو ونادي فاسكو دا غاما.